# アルバート・ウッズ
サー・アルバート・ウィリアム・ウッズ（英: Sir Albert William Woods GCVO KCB KCMG KStJ FSA、1816年4月16日 - 1904年1月7日）は、イギリスの紋章官。ガーター主席紋章官ウィリアム・ウッズの息子に生まれ、父と同じ紋章官の道を歩み、自身もガーター主席紋章官を務めた。

## 生涯
紋章官サー・ウィリアム・ウッズの息子に生まれる。（父ウィリアムの遺言執行書によれば、ウッズは6人の子女のうち5番目の子、息子としては四男にあたる。なお父ウィリアムは、イングランド貴族筆頭・紋章院総裁の第11代ノーフォーク公爵チャールズ・ハワードの非嫡出子の噂があったという。）
紋章院で父と働くようになり、1837年には臨時紋章官（フィッツアラン臨時紋章官補）を務める。翌年にはパーシヴァント（ポートカリス紋章官補）に任じられる。
1841年10月、ヘラルド（ただし、臨時紋章官：ノーフォーク臨時紋章官としての就任）に昇進した。月が改まった11月9日、常設紋章官のランカスター紋章官に進んだ。11月24日、バス騎士団の紋章官（ブラン・クールシエ紋章官）も兼任することとなったが、1857年にブラン・クールシエ紋章官が廃止された際は、そのまま同騎士団の系譜担当官に横滑り就任した。
1865年から1867年にかけて、デンマーク、ベルギー、オーストリアの各君主へのガーター勲章授与使節団に随行した。
1869年、紋章官トップのガーター主席紋章官に就任した。主席紋章官在任中、ヴィクトリア女王の国葬や、エドワード7世の即位式を指揮した。（ただしウッズはすでに高齢だったため、国葬は部下のサー・ウィリアム・ウェルドン紋章官が、即位式はサー・ヘンリー・ファーナム・バーク紋章官が式典準備のほとんどを取り仕切った。）
晩年のウッズはガーター主席紋章官からの引退を拒みつづけた。そのためウッズの死後に、主席紋章官やその他の紋章官の権限を一部移譲させた騎士団員栄典事務総局（騎士団員の登録や付随事務作業を行う部署）が新たに設けられた。
1904年にガーター主席紋章官在任のまま、ロンドン・ピムリコの聖ジョージ通りにある自宅で死去した。

## 評価

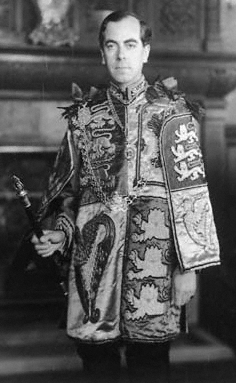
サー・アンソニー・ワグナーガーター主席紋章官。

ガーター主席紋章官サー・アンソニー・ワグナーは、「有職故実への比類ない知識、前例に対する驚異的な記憶力を持っている」と肯定する一方で、「歴史家でも学者でもないウッズが、紋章のデザインに大きな影響を及ぼした点は嘆かわしい」とも評している。

また晩年のウッズは事務を滞らせ、騎士団員叙任の勅許状を送らずにため込んでいた。1903年、ウッズの雇った秘書により、ヴィクトリア女王時代のバス騎士団員叙任の勅許状150通、エドワード7世時代のそれ485通が未郵送であることが発覚している。老害と化したウッズについて、ウィリアム・ベイリー＝ハミルトン紋章官は「騎士団の職務のいくらかについて、聖ジョージ通りに隠れている90代の隠者の手に名目上はいまだに握られている。その隠者は言うまでもなく役割を終えて久しく、邪魔者以外の何者でもないのに、執拗に自身の報酬と特権にしがみついている。」と辛辣に評した。

## 栄典

ウッズ個人の紋章

### 勲章
- - ロイヤル・ヴィクトリア勲章（GCVO）[5]
- - バス勲章（KCB）[5]
- - 聖マイケル・聖ジョージ勲章（KCMG）[5][6]

### その他
- ロンドン考古学会フェロー（FSA）[5]